# 제로칼카레

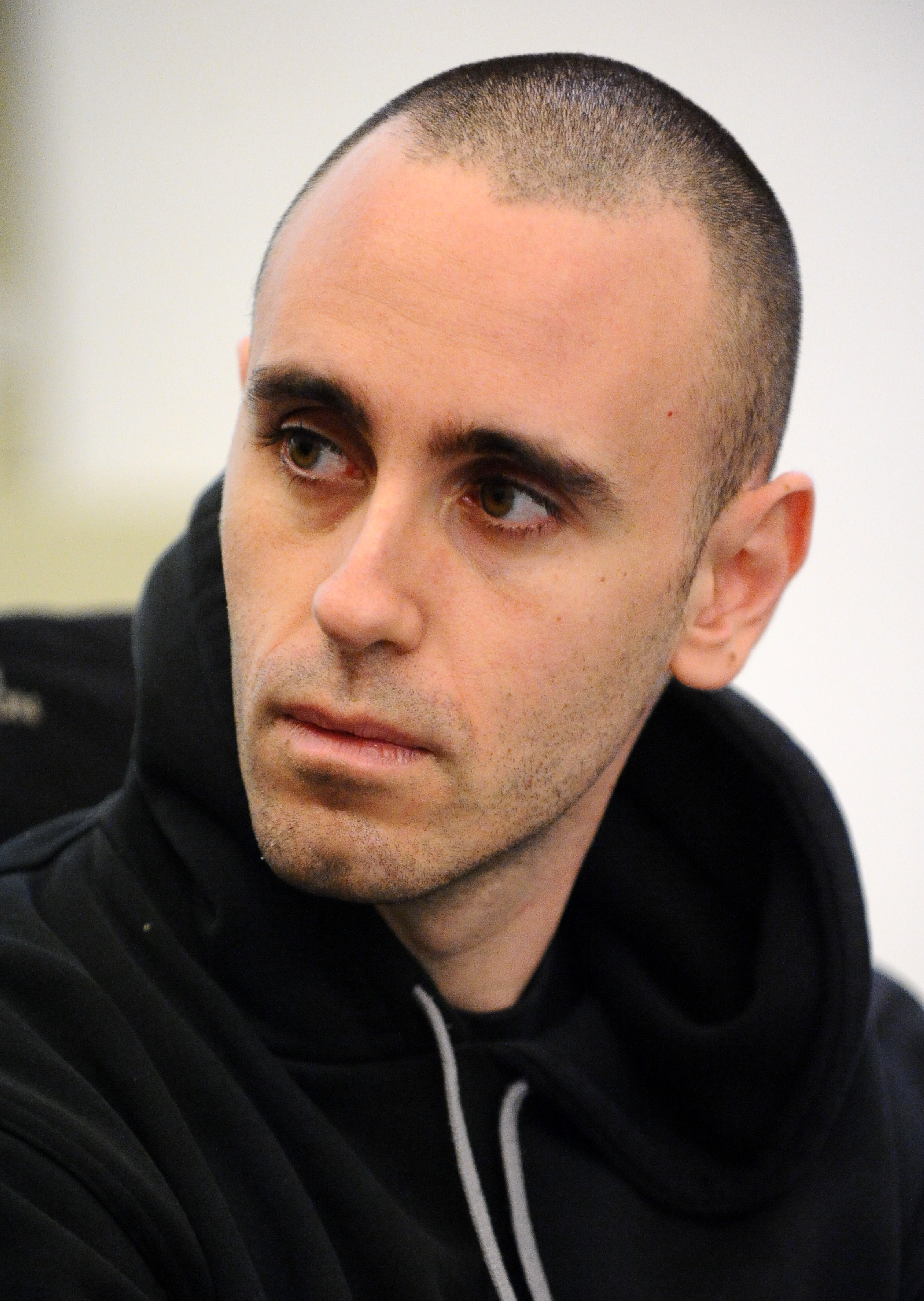
Lucca Comics and Games 2012

제로칼카레(본명: 미켈레 레크(Michele Rech, 1983년 12월12일 ~ )는 이탈리아의 만화 작가이다. 
그는 이탈리아 석회 제거 용품 티비 광고에서 아이디어를 얻어 인터넷 토론 사이트에서 닉네임으로 사용하던 아이디 ‘제로칼카레’(Zerocalcare '석회 제로' 정도로 해석할 수 있다)라는 작가명으로 현재 이탈리아 로마를 중심으로 왕성하게 활동중이다. 2019년 백만부의 판매고를 기록하며 이탈리아 베스트셀러 만화 작가의 대열에 진입했다. 
그의 만화를 바탕으로 한 애니메이션 시리즈 ‘점선을 따라 찢어라(Strappare lungo i bordi)’가 넷플릭스에서 방영되었고 작가 제로칼카레가 직접 주인공의 목소리 연기를 맡으며 연출과 각본도 담당하며 그의 재능을 발휘했다.  

## 약력
로마 출신의 아버지와 프랑스 어머니 사이에서 태어나 프랑스에서 어린 시절을 보내고 로마에서 학창 시절을 보냈다. 그는 고등학교 때 2001년 제노바G8회담 반대 시위를 그린 만화를 통해 활동을 시작했다. 그 후에 만화뿐만 아니라 공연이나 행사 포스터 작업을 하다가2003년부터 일간지 리베라치오네(Liberazione)와 주간지 카르타(Carta)에, 월간지 레푸블리카(la Repubblica XL)에 일러스트 작가로 활약한다. 
2011년 제노바 G8회담 반대 시위 10주년을 기념하여 A.F.A.B. 출간과 함께 그의 첫 데뷔작 아르마딜로의 예언 ‘ La profezia dell’armadillo’을 출간해 2021년 20만부 이상 판매 기록을 세운다. 2018년 영화로도 소개되었다. 그의 작품 속에 항상 등장하는 아르마딜로는 작가 자신의 내면의 정체성을 나타내는 가상 동물이다.  

## 주요 작품
- La profezia dell'armadillo, Edizioni Graficart, 2011
- Un polpo alla gola, BAO Publishing, 2012
- Ogni maledetto lunedì su due, BAO Publishing, 2013
- Dodici, BAO Publishing, 2013
- Dimentica il mio nome, BAO Publishing, 2014
- L'elenco telefonico degli accolli, BAO Publishing, 2015
- Kobane Calling, BAO Publishing, 2016
- Macerie prime, BAO Publishing, 2017
- Macerie prime – Sei mesi dopo, BAO Publishing, 2017
- La scuola di pizze in faccia del professor Calcare, BAO Publishing, 2019
- Kobane calling. Oggi, BAO Publishing, 2020
- Scheletri, BAO Publishing, 2020
- A babbo morto. Una storia di Natale, BAO Publishing, 2020
- Niente di nuovo sul fronte di Rebibbia, BAO Publishing, 2021
- No Sleep Till Shengal, BAO Publishing, 2022

1. ↑  Stefanelli, Matteo (2020년 11월 19일). “Fumetti sempre più bestseller, in Francia e in Italia” (이탈리아어). 2022년 1월 27일에 확인함.